# Ulotna doskonałość

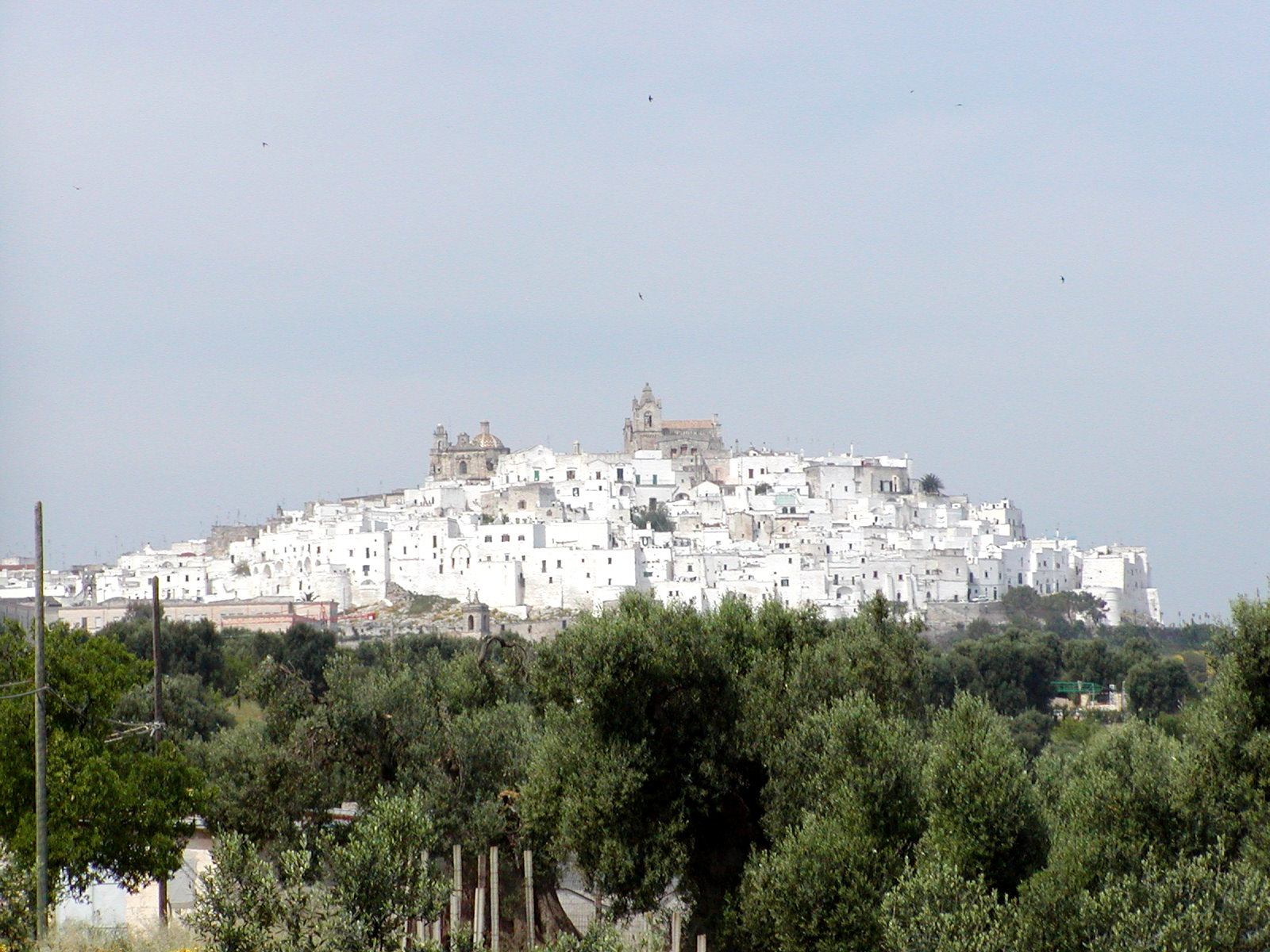
Ostuni - tutaj zaginęła Manuela Ferrero

Ulotna doskonałość (wł. Le perfezioni provvisorie) – powieść kryminalna włoskiego pisarza Gianrico Carofiglio, czwarta część cyklu z mecenasem Guido Guerrierim. Została wydana w 2010, a w Polsce ukazała się w 2012 w tłumaczeniu Joanny Wachowiak-Finlaison.

## Treść
W tej części mecenas Guerrieri prowadzi nietypową dla swej praktyki sprawę zaginionej na stacji kolejowej w Ostuni Manueli Ferrero, córki Rosarii i Antonia - bogatych właścicieli sklepów z wyposażeniem kuchni w Bari i okolicach. Klientów tych przekazuje mu kolega, adwokat Sabino Fornelli. Podczas rozwiązywania sprawy Guerrieri staje się bardziej prywatnym detektywem niż prawnikiem. Przesłuchuje osoby związane z zaginięciem Manueli, m.in. Anitę Salvemini (najlepszą przyjaciółkę zaginionej) i Caterinę Pontrendolfi, z którą przeżywa okupiony wątpliwościami etycznymi romans podczas służbowej podróży do Rzymu. Wiele opisanych scen związanych jest z restauracją gejowską Chelsea Hotel N°2 w Bari, prowadzoną przez Nadię, ex-prostytutkę i przyjaciółkę Guerrieriego. 
Podczas śledztwa wypływają sprawy handlu narkotykami, zwłaszcza drobnej dilerki wśród młodzieży. Czytelnik zapoznany zostaje ze szczegółami z przeszłości Guerrieriego (zwłaszcza okresu edukacji prawniczej), a także Nadii. W tej części mecenas urzęduje po raz pierwszy w nowej kancelarii na starym mieście w Bari. Zatrudnia też nowych współpracowników, w tym młodą mecenas Consuelo Favię z Peru.